# Leatherwolf
Leatherwolf — американская метал-группа, основанная в Хантингтон-Биче в 1981 году. Единственные участники оригинального состава группы — вокалист и гитарист Майкл Оливьери, покидавший группу лишь на короткий период с 2004 по 2007 год, а также барабанщик Дин Робертс, ушедший из коллектива в 1990-м и вернувшийся спустя 9 лет, в 1999 году, где и находится по сей день.
Leatherwolf — одна из первых и немногих групп, в чьём составе начиная с 1983 года играют сразу три гитариста, при этом, музыканты смогли выработать своё уникальное мелодичное звучание, наиболее проявляющееся на ранних работах группы.
Сами участники коллектива называют своё звучание как Triple Axe Attack.

## История
В 1983 году, квартетом из: Майкла Оливьери (вокал, гитара), Джеффа Гайера (гитара), Кери Хоу (гитара), Метта Харича (бас-гитара) и Дина Робертса (ударные), коллектив выпускает 1-е кассетное демо с 2 песнями: Spiter и The Hook, которые год спустя входят в 1-й официальный студийный альбом Endangered Species, иногда называемый также как Leatherwolf, вышедший на малоизвестном независимом лейбле Tropical Records и получивший первое признание слушателей. В том же 1984-м также вышел и 1-й EP.
После выхода этого альбома, из группы уходит басист Метт Харич, а на его место принимается Пол Кармен.
В январе 1987 года, на лейбле Island Records вышел 2-й студийный альбом под одноименным группе названием и стал первой работой коллектива, попавшей в Billboard 200 на 105 позицию, продержавшись в чартах 12 недель. Благодаря уникальному на то время гармоничному трёхгитарному звучанию, дополненному клавишными партиями Ричарда Гиббса, наиболее заметно проявляющееся в таких композициях, как баллада Share a Dream и Princess of Love, альбом быстро принес коллективу известность в США. Пластинка получила высокие оценки критиков. Джон Бук (John Book) из Allmusic дал альбому 4.5 балла из 5 возможных и охарактеризовав его как "хорошее сочетание хэви-метала, баллад и задумчивых песен" и провел параллели с Queensrÿche. В качестве сингла были выпущены песни Cry Out и Bad Moon Rising. Данный альбом, наряду со следующей работой группы считаются наиболее успешными в дискографии коллектива.
Два года спустя, выходит 3-й студийный альбом Street Ready, также имеющий успех и попадающий в чарты, теперь уже на 123 позицию и держится в чартах 8 недель.
В отличие от предыдущих работ коллектива, где песни писались сообща всеми участниками группы, в Street Ready большинство композиций написаны одним из гитаристов, Джеффом Гайером (как музыка, так и тексты). На композицию "Hideaway" был отснят видеоклип.
После выхода Street Ready, группой было решено приостановить свою деятельность и взять перерыв.
В 1999 году происходит реюнион коллектива, музыканты выпускают 1-й концертный альбом Wide Open, реализованный в количестве более 10 000 копий без какой-либо поддержки лейбла и отправляется в Европу на ежегодный фестиваль Wacken Open Air, проходящий в Германии.

## Дискография

### Студийные альбомы
- Endangered Species (1984)
- Leatherwolf (1987)
- Street Ready (1989)
- World Asylum (2006)
- New World Asylum (2007)

### Мини-альбомы (EP)
- Leatherwolf (1984)
- Live (1998)

### Синглы
- Cry Out / Bad Moon Rising (1987)
- Hideaway (1989)

### Концертные альбомы
- Wide Open (1999)
- Unchained Live (2013)

### Демо
- Demo '83 (1983)
- Demo '02 (2002)
- Demo '03 (2003)
- Demo '04 (2004)

## Участники

### Текущий состав
- Майкл Оливьери — вокал, гитара (1981—2004, 2007—наши дни);
- Патрик Гайтон — бас-гитара, бэк-вокал (2008—2009, 2011—наши дни);
- Грег Эрба — электрогитара (2009—2011, 2013—наши дни);
- Роб Матс — электрогитара (2011—наши дни);
- Дин Робертс — ударные (1981—1990, 1999—наши дни) .

### Бывшие участники
- Марко Форконе — ударные
- Майкл Томас Бек — вокал
- Метт Харич — бас-гитара (1981—1986)
- Джефф Гайер — электрогитара (1981—2007)
- Кэри Хоу — электрогитара (1981—2004, 2007—2013)
- Пол Кармен — бас-гитара (1987—2005, 2010—2011)
- Крис Адамс — вокал, электрогитара (2000—2002)
- Джефф Мартин — вокал, электрогитара (2004—2006)
- Пит Перес — бас-гитара (2006—2007)
- Эрик Халперн — электрогитара (2006—2007)
- Уэйд Блэк — вокал (2006—2007)

## В массовой культуре
- Композиция "Alone in the Night" с 1-го студийного альбома Endangered Species была использована в американском фильме Возвращение живых мертвецов 2 в 1988 году.

## Каверы от Leatherwolf
- Для своего 2-го студийного альбома, коллектив записал кавер-версию композиции Bad Moon Rising, автор которой — Джон Фогерти, лидер группы Creedence Clearwater Revival.

- В 1999 году, группа выпустила свой 1-й концертный альбом Wide Open, куда вошла кавер-версия песни Break on Through группы The Doors.

- На одном из концертов в 2013 году, группой была исполнена кавер-версия композиции «Victim Of Changes» известной британской хэви-метал группы Judas Priest — «Victim Of Changes».[7]

## Кавер-версии песен Leatherwolf
- Японская пауэр-метал группа Galneryus в 2008 году записала кавер-версию композиции «Rise of Fall», которая была включена в специальный трибьют-альбом Voices from the Past II, 2-й части из трилогии трибьютов, полностью состоящий из каверов на известных метал-исполнителей и групп.